# Lyria (Mitraelyria) mitraeformis
Lyria (Mitraelyria) mitraeformis is een slakkensoort uit de familie van de Volutidae. De wetenschappelijke naam van de soort is voor het eerst geldig gepubliceerd in 1811 door Lamarck.